# スパイダー根本
スパイダー根本（スパイダーねもと、1950年11月17日 - ）は、日本の元プロボクサー。福島県いわき市出身。元日本フェザー級王者。右ファイタータイプ。現役時代は草加協栄ボクシングジム（後の草加有沢ボクシングジム）所属。現在はスパイダー根本ボクシングジム会長。
日本フェザー級タイトルを2度獲得し、連続13度、通算では14度防衛した。

## 来歴
1971年3月1日に草加協栄ジム所属でデビュー、デビュー戦は4回判定負け。
1972年1月28日、中野武範（親和）に6回判定勝ちし、全日本新人王決定戦を制した。その後、リングネームを「スパイダー根本」に変更。
1973年4月27日、元東洋フェザー級王者、金炫（韓国）に10回判定勝ち。
1973年9月8日、パナマでWBA世界フェザー級王者エルネスト・マルセル（パナマ）に挑戦し、9回KO負けで世界王座獲得ならず。
1977年9月18日、日本フェザー級王座決定戦で足立茂義（本多）と対戦し、10回判定勝ちで日本王座を獲得した。
1978年3月23日、世界フェザー級8位、エクトル・コルテス（エクアドル）に10回判定勝ち。
1978年8月6日、ロイヤル小林（国際）の持つ東洋太平洋フェザー級王座に挑戦して、老獪な動きで王者を苦しめるものの12回判定負け。その後も日本タイトルは順調に防衛を続けた。
1980年1月22日、WBA世界フェザー級王者エウセビオ・ペドロサ（パナマ）に挑戦し、15回判定負け。2回目の世界王座挑戦も失敗した。
しかし、日本タイトルは13度の連続防衛を成し遂げ、国内では無敵の王者であった。
1982年1月26日、アフリカ出身の友伸ナプニ（ヨネクラ）に判定負けし、日本タイトルを奪われたものの、同年5月7日のリターン・マッチで10回判定勝ちし、奪回。
1982年9月30日、タイトル防衛戦で判定勝ちした後、リング上で引退式を行い、チャンピオンのまま引退した。（通算14度防衛）
同年、当時の草加市長・今井宏の勧めで草加市教育委員会スポーツ振興課の職員に転じ、2009年に退職。現役時代の同僚・三船豪（須田芳黄）がマネージャーを務めるトクホン真闘ボクシングジムにてトレーナーとしてプロボクシング界に復帰し、2010年4月に自身のボクシングジム・スパイダー根本ボクシングジム（当初はスパイダー蓮浄院）を川口市に開設した。

## 通算戦績
54戦43勝 (11KO) 9敗2引き分け